# Seznam baskovskih politikov
Seznam baskovskih politikov.

## A
- Abd-al-Rahman Sanchuelo
- Jose Antonio Aguirre
- Sabino Arana
- Xabier Arzalluz

## F
- Fernando Buesa

## H
- Hisham II.

## I
- Dolores Ibárruri
- Maria Soledad Iparraguirre

## M
- Telesforo de Monzón

## O
- Arnaldo Otegi

## P
- Indalecio Prieto

## S
- María San Gil

## Z
- Máxima Zorreguieta
- Tomás de Zumalacárregui